# Inermonephtys gallardi
Inermonephtys gallardi är en ringmaskart som beskrevs av Fauchald 1968. Inermonephtys gallardi ingår i släktet Inermonephtys och familjen Nephtyidae. Inga underarter finns listade i Catalogue of Life.